# Luka Tunjić
Mons. Luka Tunjić (Vukanovići, Kakanj, 19. listopada 1963.), hrv. bh. katolički svećenik i visoki crkveni dužnosnik.

## Životopis
Rođen je 19. listopada 1963. u obitelji Stjepana i Ljube r. Brkić u mjestu i župi Vukanovićima pokraj Kaknja. U Tršću i Vukanovićima pohađao je osnovnu školu, u Dubrovniku srednju. Studirao teologiju u Sarajevu. U Sarajevu je 29. lipnja 1989. zaređen za svećenika Vrhbosanske nadbiskupije. U Rimu je išao na poslijediplomski studij od jeseni 1992. godine. Magistrirao je iz dogmatske teologije 1995. godine. Potom pastoralno djelovao u župi Čajdrašu. Obnašao dužnost ravnatelja u tek osnovanom Katoličkom školskom centru „Sv. Pavao“ u Zenici. Slijedi imenovanje na mjesto ravnatelja KŠC-a Sv. Franjo u Tuzli. Zatim je bio ravnateljem KŠC-a Petar Barbarić rektor sjemeništa „Petar Barbarić“ u Travniku. Od 30. lipnja 2008. generalnim je vikarom Vrhbosanske nadbiskupije. Dekretom od 16. lipnja 2016. koji je potpisao prefekt Kongregacije za evangelizaciju naroda kardinal Fernando Filoni, a dostavljenim preko Apostolske nuncijature u Bosni i Hercegovini, imenovan je nacionalnim ravnateljem Papinskih misijskih djela Bosne i Hercegovine. Na dužnosti je zamijeno dotadašnjeg ravnatelja don Ivana Štironju, svećenika Trebinjske biskupije.